# بدرود با گذشتگان
بدرود با گذشتگان  آئینی که برای درگذشتگان برگزار می‌شود با باور به دو اندیشه است:
1. جاودانی روان: بازماندگان می‌خواهند رفتن روان در گذشته را به پشتیبانی و همکاری آنان از گیتی، به سرای جاودانی با آسودگی و کم‌ترین رنج انجام گیرد.
2. دگرگونی شکل بدن: بازماندگان می‌خواهند بدن در گذشته به وضعی تغییر یابد که کم‌ترین آلودگی را پدید آورد و کم‌ترین زیان را به طبیعت و محیط زیست برساند.